# دانشکده دندانپزشکی گیلان
دانشکده دندانپزشکی دانشگاه علوم پزشکی گیلان یکی از دانشکده‌های دندانپزشکی ایران وابسته به دانشگاه علوم پزشکی گیلان در رشت است.

## تاریخچه
دانشکده دندانپزشکی گیلان در سال ۱۳۷۲ بنیانگذاری شد. هم‌اکنون ریاست این دانشکده را رضا طائفه‌دولّو برعهده دارد.